# Lista de picos ultraproeminentes do Nordeste Asiático
Esta é a lista dos 53 picos ultraproeminentes do Nordeste Asiático. Nesta região da Terra a montanha mais proeminente é o Klyuchevskaya Sopka (4750 m de altitude e 4649 m de proeminência).

## BaikalaOkhotsk
| N. | Pico                                         | País              | Altitude (m) | Proeminência (m) | Colo (m) |
| -- | -------------------------------------------- | ----------------- | ------------ | ---------------- | -------- |
| 1  | Pik BAM                                      | Rússia            | 3072         | 2230             | 842      |
| 2  | Ponto mais alto de Yuzhno Muiskyy Khrebet    | Rússia            | 3067         | 2107             | 960      |
| 3  | Gora Tardoki-Yani                            | Rússia            | 2090         | 1989             | 101      |
| 4  | Ponto mais alto da Cordilheira Yam-Alin      | Rússia            | 2370         | 1915             | 455      |
| 5  | Ponto mais alto de Verkhne-Angarskiy Khrebet | Rússia            | 2641         | 1819             | 822      |
| 6  | Ponto mais alto do Grupo Kodar Norte         | Rússia            | 2966         | 1810             | 1156     |
| 7  | Ponto mais alto de Barguzinskiy Khrebet      | Rússia            | 2841         | 1723             | 1118     |
| 8  | Ponto mais alto de Tokinskiy Stanovik        | Rússia            | 2380         | 1683             | 697      |
| 9  | Gora Lopatina                                | Rússia (Sakhalin) | 1609         | 1609             | 0        |
| 10 | Gora Cherskogo                               | Rússia            | 2588         | 1596             | 992      |
| 11 | Shaman                                       | Rússia            | 2363         | 1596             | 767      |
| 12 | Ponto mais alto de Khrebet Udokan            | Rússia            | 2570         | 1501             | 1069     |

## Sibéria Oriental
| N. | Pico                                   | País   | Altitude (m) | Proeminência (m) | Colo (m) |
| -- | -------------------------------------- | ------ | ------------ | ---------------- | -------- |
| 1  | Monte Pobeda                           | Rússia | 3003         | 2443             | 560      |
| 2  | Ledyakaya                              | Rússia | 2453         | 2337             | 116      |
| 3  | Mus-Khaya                              | Rússia | 2959         | 1929             | 1030     |
| 4  | Ponto mais alto de Momskiy Khrebet     | Rússia | 2480         | 1760             | 720      |
| 5  | Gora Chen                              | Rússia | 2690         | 1740             | 950      |
| 6  | Ponto mais alto de Khrebet Orulgan     | Rússia | 2409         | 1690             | 719      |
| 7  | Ponto mais alto de Khrebet Saltaga-Tas | Rússia | 2021         | 1622             | 399      |
| 8  | Hakandya                               | Rússia | 2615         | 1545             | 1070     |
| 9  | Ponto mais alto de Arga-Tas            | Rússia | 2400         | 1510             | 890      |

## Kamchatka

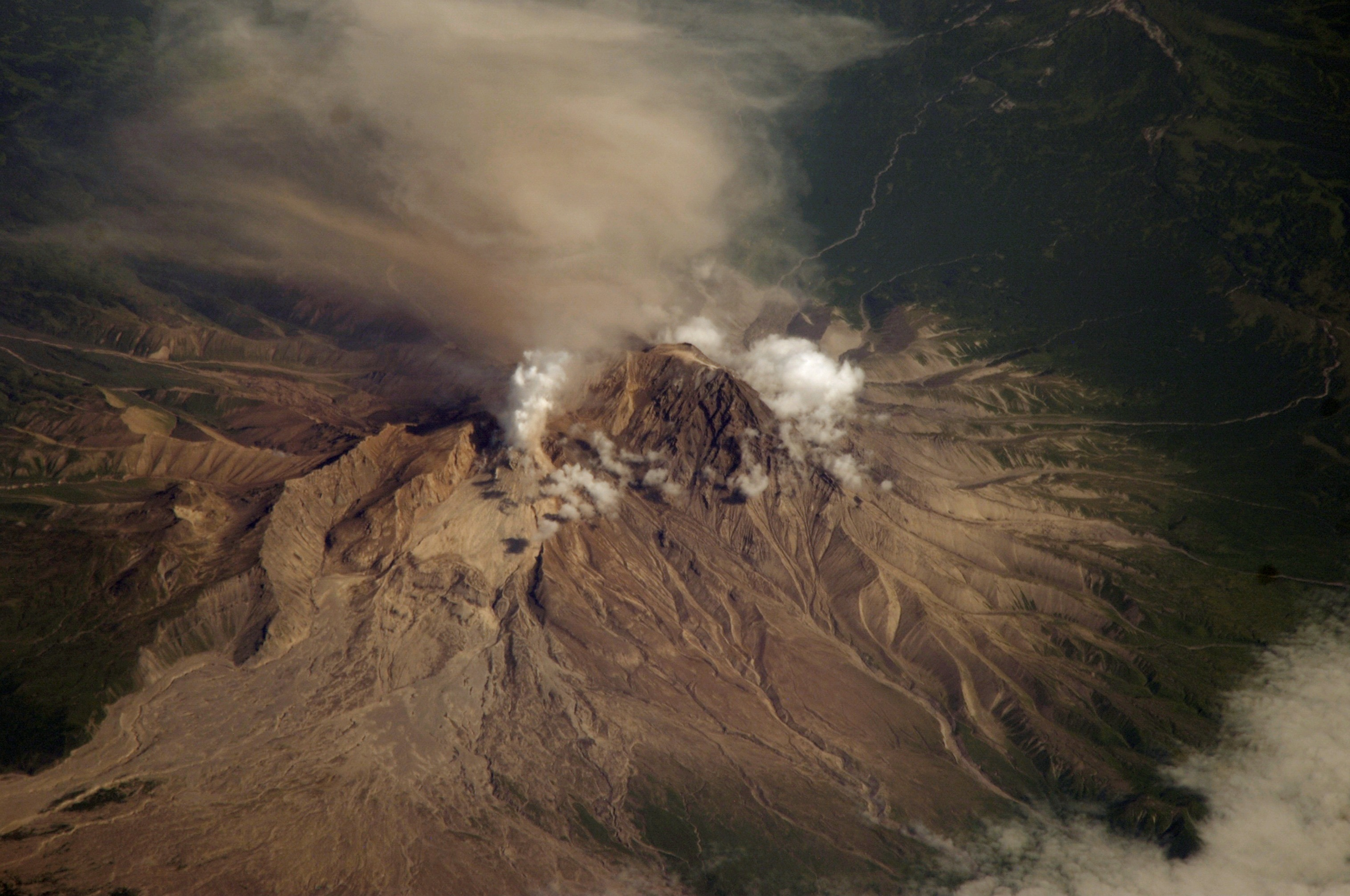
Shiveluch, Rússia

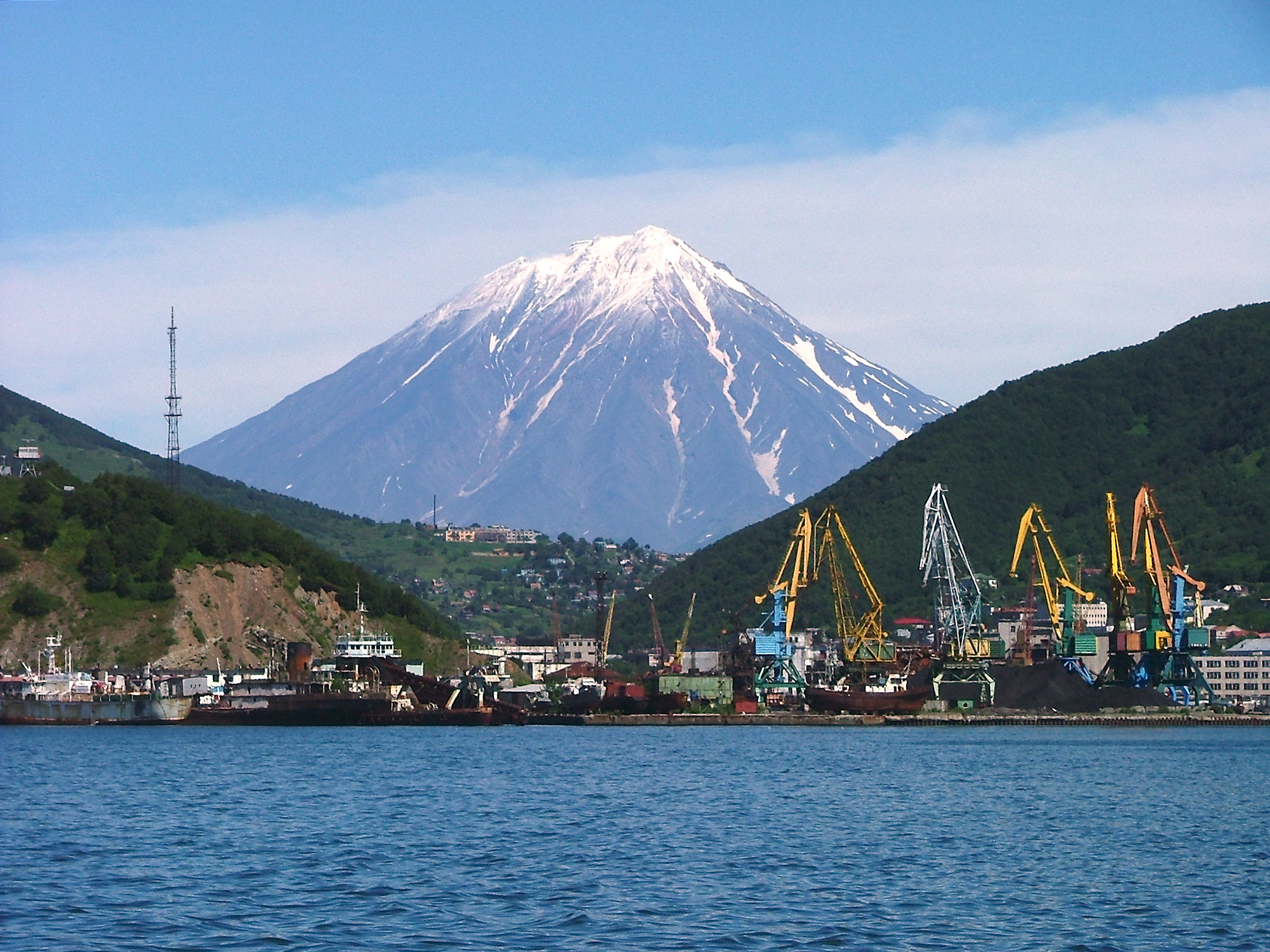
Koryaksky, Rússia

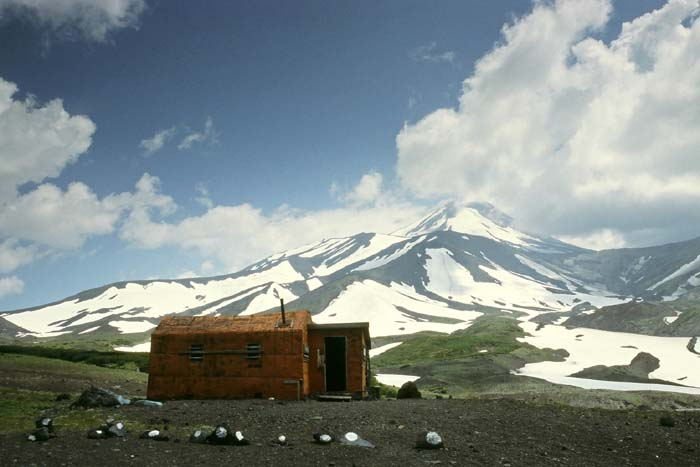
Avachinsky, Rússia

| N. | Pico                | País   | Altitude (m) | Proeminência (m) | Colo (m) |
| -- | ------------------- | ------ | ------------ | ---------------- | -------- |
| 1  | Klyuchevskaya Sopka | Rússia | 4750         | 4649             | 101      |
| 2  | Shiveluch           | Rússia | 3307         | 3168             | 139      |
| 3  | Ichinsky            | Rússia | 3607         | 3125             | 482      |
| 4  | Koryaksky           | Rússia | 3456         | 2999             | 457      |
| 5  | Kronotsky           | Rússia | 3527         | 2736             | 791      |
| 6  | Zhupanovsky         | Rússia | 2923         | 2210             | 713      |
| 7  | Ostry Tolbachik     | Rússia | 3672         | 2190             | 1482     |
| 8  | Opala               | Rússia | 2460         | 2070             | 390      |
| 9  | Kambalny            | Rússia | 2161         | 1970             | 191      |
| 10 | Khuvkhoitun         | Rússia | 2616         | 1920             | 696      |
| 11 | Alney-Chashakondzha | Rússia | 2598         | 1825             | 773      |
| 12 | Khodutka            | Rússia | 2089         | 1810             | 279      |
| 13 | Gamchen             | Rússia | 2577         | 1750             | 827      |
| 14 | Mutnovsky           | Rússia | 2322         | 1750             | 572      |
| 15 | Zheltovsky          | Rússia | 1957         | 1730             | 227      |
| 16 | Udina               | Rússia | 2920         | 1630             | 1290     |
| 17 | Bakening            | Rússia | 2276         | 1610             | 666      |
| 18 | Vilyuchik           | Rússia | 2173         | 1610             | 563      |
| 19 | Zimina              | Rússia | 3080         | 1570             | 1510     |
| 20 | Avachinsky          | Rússia | 2741         | 1550             | 1191     |
| 21 | Taunshits           | Rússia | 2353         | 1550             | 803      |
| 22 | Kizimen             | Rússia | 2375         | 1530             | 845      |

## Ilhas Curilas

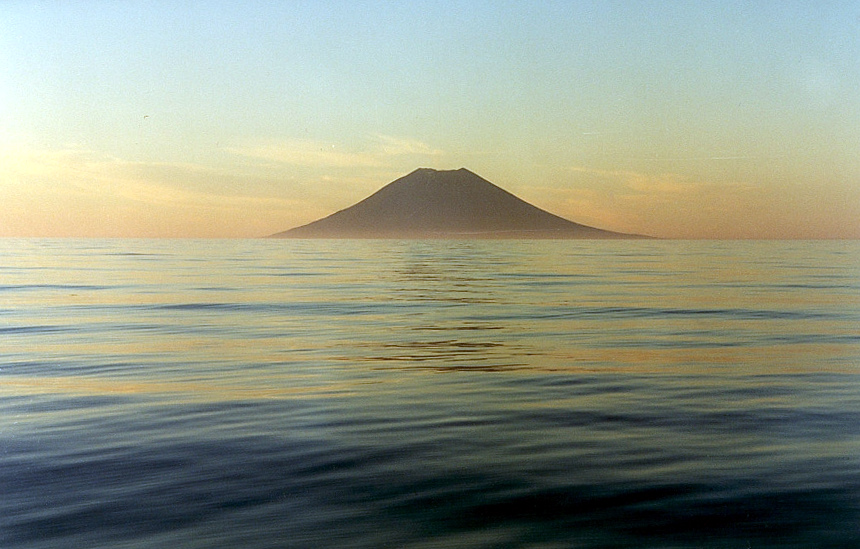
Vulkan Alaid, Rússia

| N. | Pico                | País                               | Altitude (m) | Proeminência (m) | Colo (m) |
| -- | ------------------- | ---------------------------------- | ------------ | ---------------- | -------- |
| 1  | Vulkan Alaid        | Rússia (Ilha Atlasov)              | 2339         | 2339             | 0        |
| 2  | Tyatya/ 爺々岳      | Rússia (Ilha Kunashiri (国後島))   | 1819         | 1819             | 0        |
| 3  | Chikurachki         | Rússia (Paramushir)                | 1816         | 1816             | 0        |
| 4  | Stokap/単冠山       | Rússia (Iturup / Etorofu / 択捉島) | 1634         | 1634             | 0        |
| 5  | Pico Fuss           | Rússia (Paramushir)                | 1772         | 1630             | 142      |
| 6  | Bogdan Khmelnitskiy | Rússia (Iturup/Etorofu/択捉島)     | 1585         | 1550             | 35       |
| 7  | Milne               | Rússia (Simushir)                  | 1539         | 1539             | 0        |

## Coreia

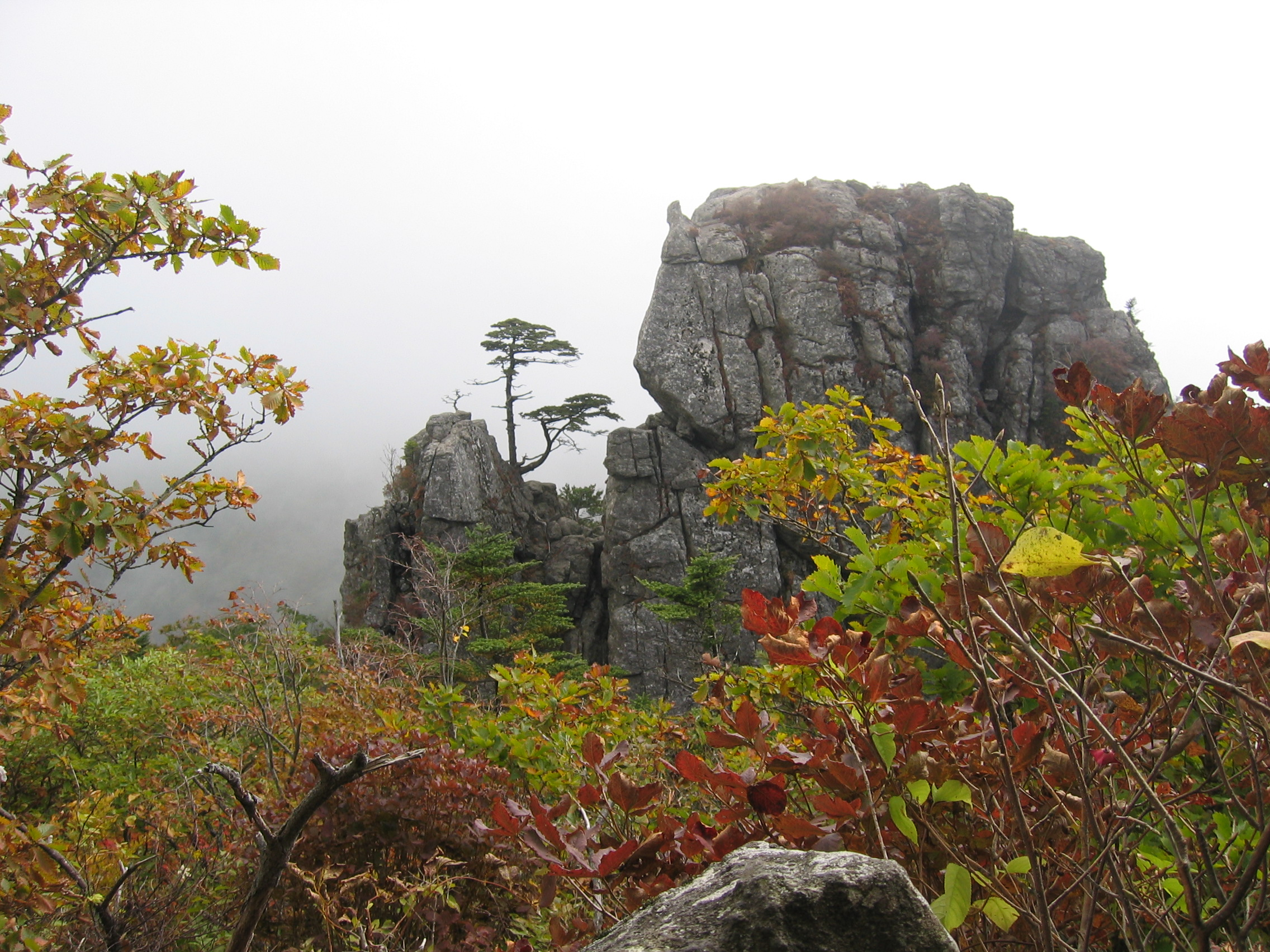
Jirisan, Coreia do Sul

| N. | Pico     | País                      | Altitude (m) | Proeminência (m) | Colo (m) |
| -- | -------- | ------------------------- | ------------ | ---------------- | -------- |
| 1  | Baekdu   | China / · Coreia do Norte | 2744         | 2593             | 151      |
| 2  | Hallasan | Coreia do Sul (Jeju-do)   | 1950         | 1950             | 0        |
| 3  | Jirisan  | Coreia do Sul             | 1915         | 1696             | 219      |